# Gruppi Comunisti Rivoluzionari
Gruppi Comunisti Rivoluzionari (GCR) era il nome che si diede la sezione italiana della Quarta Internazionale al momento della sua costituzione in Italia nel 1949, quando a Roma si tenne la prima Conferenza nazionale dell'organizzazione. Tra i massimi dirigenti dell'organizzazione, fin dalla fondazione, vi era Livio Maitan. Nel 1979 i GCR cambiarono nome e si chiamarono Lega Comunista Rivoluzionaria (LCR). Nel 1989 confluirono in Democrazia Proletaria e, successivamente, nel 1991 nel nascente Partito della Rifondazione Comunista (PRC).

## Storia

### Gli inizi negli anni '50
Nei GCR, al momento della costituzione, confluirono tre componenti: la frazione trotskista proveniente dal Partito Operaio Comunista (POC); i giovani della federazione giovanile socialista, di cui lo stesso Livio Maitan fu per un breve periodo segretario; alcuni fuoriusciti dal Partito Comunista Italiano (PCI). Inizialmente i GCR si orientarono verso un'attività politica e di propaganda indipendente, poi, nei primi anni cinquanta adottarono la tattica consistente nell'entrare nel PCI soprattutto, ma anche nel PSI, per sviluppare in essi correnti di sinistra anticapitaliste. Parallelamente un gruppo di militanti portava avanti l'attività indipendente di propaganda e di pubblicazione di materiali della Quarta Internazionale, nonché la diffusione del loro giornale, Bandiera Rossa, che iniziò le pubblicazioni nel 1950 per chiudere nel 2002 (venendo sostituito dalla rivista Erre). I GCR produssero notevoli analisi politiche sia sul piano interno che internazionale, contribuirono a far conoscere le opere di Lev Trotsky in Italia, criticarono da sinistra lo stalinismo e la degenerazione burocratica dell'URSS e delle Democrazie Popolari.
Soprattutto negli anni sessanta diversi quadri di rilievo dei GCR erano stati reclutati nella Federazione Giovanile Comunista Italiana (FGCI) come Andreina De Clementi, Silverio Corvisieri ed Edgardo Pellegrini (giornalista di Paese Sera), oltre che da membri del Comitato centrale del Partito Comunista Italiano come Silvio Paolicchi e Augusto Illuminati, che vennero poi radiati dal PCI nel luglio 1966.

### La contestazione giovanile e gli anni '70
Dopo il fenomeno della contestazione studentesca del 1968 i GCR attraversarono una crisi, sebbene avessero raggiunto il numero di circa 400 iscritti in tutta Italia. Molti dirigenti dell'organizzazione come Silverio Corvisieri, Augusto Illuminati, Luigi Vinci, Massimo Gorla, Franco Russo e Paolo Flores d'Arcais ne uscirono, insieme alla grande maggioranza dei giovani e dei leader studenteschi. La gran parte dei fuoriusciti, eccetto Flores d'Arcais, Russo e Illuminati, costituirà una parte della nuova Organizzazione comunista Avanguardia Operaia (AO). Gli altri passeranno in piccoli gruppi locali: Nuclei comunisti rivoluzionari, Il Comunista, Viva il Comunismo, che nel 1976 si uniranno in Avanguardia comunista di stampo marxista-leninista.
Dal 1969 I GCR, dopo aver posto fine alla pratica dell'entrismo nel PCI, si ripresero rapidamente, anche se rimasero minoritari rispetto alle principali formazioni della sinistra extraparlamentare. Fra il 1969 e il 1975 i GCR costituirono gruppi con sedi in circa 30 città e Bandiera Rossa, il loro organo, passò da mensile a quindicinale.
Nel corso degli anni Settanta piccoli gruppi di militanti ne uscirono per divergenze, andando a costituire altre formazioni trotskiste: nel 1975, dopo una conferenza del movimento, nacque a Napoli la Lega Socialista Rivoluzionaria (LSR), che nei quattro anni successivi si estenderà in altre città. Esigue invece altre formazioni originate da scissioni. Nel 1975 si formò la Lega Comunista (già "Tendenza/Frazione Marxista Rivoluzionaria" nei GCR), un piccolo gruppo guidato da Roberto Massari. Nel 1976, quando i GCR entrarono nel cartello elettorale di Democrazia Proletaria (DP), alcuni giovani militanti umbri (tra cui Moreno Pasquinelli) fondarono il Collettivo IV Internazionale, più tardi Gruppo Bolscevico Leninista d'Umbria. Silvio Paolicchi e un nucleo di militanti milanesi dell'organizzazione si unificherà con il Gruppo Bolscevico-Leninista, attivo a Milano e a Genova e diretto da Franco Grisolia, Fernando Visentin (morto nel 2006) e Marco Ferrando, creando la Lega Operaia Rivoluzionaria. Questo gruppo più tardi verrà riassorbito dai GCR, che avevano già cambiato nome nel 1979 in Lega Comunista Rivoluzionaria IV Internazionale (LCR).
La LCR aveva la sua sede centrale a Milano, in via Varchi. La maggioranza dei dirigenti era composta dai membri storici Livio Maitan, Edgardo Pellegrini, Sirio Di Giuliomaria e da nuovi membri come Elettra Deiana, Franco Turigliatto, Lidia Cirillo, Luigi Malabarba, Antonio Caronia, Antonio Moscato, Vito Bisceglie, Rocco Papandrea e Roberto Firenze; vi era poi una minoranza "di sinistra" composta da Marco Ferrando e Franco Grisolia.

### Confluenza in DP e PRC, e nuove organizzazioni indipendenti
Nel 1989 la LCR confluì in Democrazia Proletaria (che si era costituita come partito nell'aprile del 1978), e alcuni suoi esponenti entrarono a far parte della Direzione nazionale del partito (Elettra Deiana, Roberto Firenze, Franco Grisolia, Franco Turigliatto e Sergio D'Amia). La ex-LCR seguì le sorti di DP fino alla confluenza, nel 1991, nel Partito della Rifondazione Comunista (PRC).
Le correnti della LCR rimasero le stesse anche in Rifondazione: la vecchia maggioranza di Maitan e Turigliatto costituì la corrente "Bandiera Rossa" (nome del vecchio giornale) mentre la vecchia minoranza di Ferrando e Grisolia formò l'area chiamata "Proposta".
Dopo la morte di Maitan nel 2004 l'associazione "Bandiera Rossa" si trasformò in Sinistra Critica, avendo come leader l'ex senatore Malabarba affiancato da Salvatore Cannavò, Franco Turigliatto e Lidia Cirillo, eredi dell'esperienza della LCR. Nel corso del 2007, dopo l'espulsione di Turigliatto dal PRC, Sinistra Critica uscì da questo partito per costituirsi, mantenendo lo stesso nome, come forza politica indipendente. Nel luglio 2013 Sinistra Critica constatò l'esistenza al proprio interno di due aree politiche con strategie differenti, e si sciolse dando vita a due nuove organizzazioni: Sinistra Anticapitalista, alla quale aderì fra gli altri Franco Turigliatto, e Solidarietà Internazionalista, coinvolta nella costruzione della rete Communia Network, alla quale aderirono tra gli altri Flavia D'Angeli, Gigi Malabarba e Piero Maestri.
Invece "Proposta" nel 2002 cambiò nome in "Progetto Comunista", che si divise poi in tre tronconi. Il primo, fuoriuscito dal PRC nell'aprile 2006, costituì il Partito di Alternativa Comunista; il secondo, maggioritario, fuoriuscito nel giugno dello stesso anno, formò il Partito Comunista dei Lavoratori guidato da Marco Ferrando e Franco Grisolia; il terzo rimasto in Rifondazione (area "Controcorrente") diede vita all'Associazione ControCorrente, poi uscito a sua volta dal PRC nell'ottobre 2013.